# Kerstin Thiele
Kerstin Thiele (født 26. august 1986), nu Kertin Teichert, er en tysk judoka, som primært har kæmpet i 70 kg-klassen (mellemvægt).
Hendes første store internationale præstation kom, da hun i 2005 blev junioreuropamester. To år senere vandt hun EM-sølv for U/23, og året efter vandt hun bronze ved senior-EM, hvilket hun forbedrede året efter til sølv.
Hun repræsenterede Tyskland ved OL 2012 i London. Her vandt hun i mellemvægtsklassen i første runde over en newzealænder, dernæst over en ungarer og i kvartfinalen over en hollandsk judoka. I semifinalen mødte hun kineseren Chen Fei, som hun besejrede og dermed noget overraskende nåede finalen. Her mødte hun den franske storfavorit, Lucie Décosse, der vandt en komfortabel sejr, hvorefter Thiele vandt sølv.
Thiele var tysk mester i 2008, 2009 og 2013 og var finalist i 2003 og 2007. Hun har vundet medalje ved seks grand slam-turneringer mellem 2009 og 2015. Fra 2013 har hun kæmpet i 78 kg-klassen. Siden 2015 har hun ikke hentet store internationale resultater. Hun blev gift i 2016 og skiftede derved efternavn til Teichert.